# Ladislav Krouský
Ladislav Krouský (9. ledna 1866 Praha – 1. listopadu 1929 tamtéž) byl český lékař. Proslul jako zakladatel a dlouholetý ředitel lázní (sanatoria, penzionu pro rekonvalescenty) ve Stupčicích u Tábora, kde se léčili mimo jiné Jaroslav Vrchlický a Růžena Svobodová.

## Život

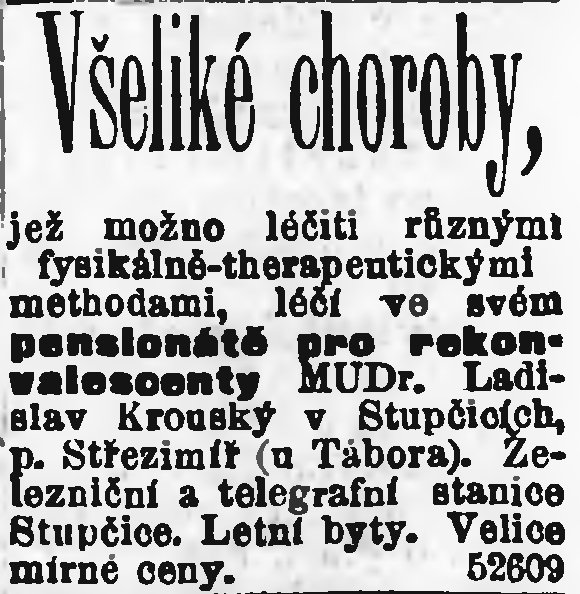
Inzerát lázní Stupčice v Národní politice r. 1904

Narodil se 9. ledna 1866 v Praze jako syn Jiřího Krouského, lektora těsnopisu. Vystudoval gymnázium ve Spálené ulici a 14. ledna 1891 promoval na lékařské fakultě.
Po získání praxe pracoval čtyři roky jako obvodní lékař v Borotíně u Tábora a pět let v Michálkovicích u Ostravy, kde ošetřoval převážně polské dělníky v uhelných závodech Severní dráhy císaře Ferdinanda.
Na Moravě se snažil zřídit ústav pro fyzikální terapii, nebyl ale úspěšný. Vrátil se proto do Čech a roku 1899 založil ve Stupčicích u Tábora lázně. Pronajímal tam letní byty a hostům nabízel masáže, elektroléčbu, bahenní léčbu a lékařsky upravenou dietní stravu. Pomáhali tu pacientům po těžkých nemocech a operacích, duševně rozrušení zde hledali klid. Český Ski Klub doporučoval Krouského penzion jako základnu pro lyžařské výlety. K popularitě přispívala i lidumilnost majitele a rodinná atmosféra, kterou tu dr. Krouský se svou manželkou vytvářeli.
Ze známých osobností tu pobývali např. Jaroslav Vrchlický, Růžena Svobodová a poslanec Josef Neumann (který tu během pobytu zemřel).
Ladislav Krouský zemřel 1. listopadu 1929 v Pražském sanatoriu v Podolí (dnes Ústav pro péči o matku a dítě) po dlouhé nevyléčitelné nemoci. Pohřben byl ve Stupčicích.